# Andrea Östlund
Andrea Maria Östlund, född 1 augusti 1971 i Malmö, är en svensk filmregissör och manusförfattare.

## Biografi
Östlund fick sin utbildning på Filmhögskolan i Göteborg, nuvarande Akademin Valand, 1998–2001.  
Hon har profilerat sig som regissör för prisbelönta tv-serier som SVT:s Coacherna, 30 grader i februari och Vår tid är nu. Hon har även gjort flera novell- och kortfilmer, bland annat novellfilmen Majken baserad på en novell av John Ajvide Lindqvist. Filmen vann publikens pris vid Göteborgs Filmfestival 2008 samt fick ett hedersomnämnande på franska filmfestivalen Festival International Signes de Nuits i Paris 2009. År 2009 tilldelades hon Doris Filmgenipris.
Hon har skrivit pjäsen Katten från Rom (2008) för Masthuggsteatern i Göteborg. Pjäsen är förlagd på Colombine teaterförlag.
Hon arbetar även som universitetslektor i filmisk gestaltning vid Akademin Valand.
Åren 2007–2009 var Östlund ansvarig filmkonsulent för Rookieprojektet vars syfte var att ge plats åt nya röster och perspektiv inom svensk långfilm, och som bland annat genererade Håkon Liùs långfilm Miss Kicki och guldbaggebelönade Apflickorna av Lisa Aschan.

### Filmskapande
Som filmskapare vill Östlund berätta om såväl komplexa karaktärer som relationer. Kvinnors roller inom film är särskilt viktiga för henne, som i sitt castingarbete generellt försöker se till att alla kroppar får synas, och att de som ska porträttera karaktärer inte är ”för snygga”. Jämställdhet, mångfald och platstagande för kvinnor både inom film och i samhället i stort ligger henne varmt om hjärtat. Drivkraften att förändra har funnits med sedan början av hennes karriär, och syns tydligt i hennes arbete. Östlund är kontinuerligt en förespråkare av kvotering inom alla sfärer, särskilt inom den egna branschen, som hon anser lyder under patriarkala strukturer som det kräver mod och handling för att bryta.

## Filmografi
- Varför tystnar du inte lilla flicka inuti mig? (2000), kortfilm
- Kalle och bollhavet (2002), kortfilm
- Mellanrum (2003), kortfilm
- Peptalk (2004), kortfilm
- Flickan som slutade ljuga (2004), novellfilm
- Ellas lördag, tv-serie (2007)[9]
- Scen 3: Daniel och Alex (2008), kortfilm
- Majken (2008), novellfilm
- Gynekologen i Askim, tv-serie SVT, säsong 2 (2011)
- Coacherna, tv-serie SVT (2012)
- 30 grader i februari, tv-serie SVT (2012–2016)[10]
- Vår tid är nu, tv-serie SVT (2018)[11]